# 铱酸锂
铱酸锂是一种无机化合物，化学式为Li2IrO3。它是黑色晶体，可以形成三种层状结构，α型、β型和γ型，仅略微不同。它表现出类金属的导电性，其导电性和温度有关，冷却至15 K时顺序从顺磁性改变为反铁磁性。

## 结构
Li2IrO3通常以α型或β型的晶体形式出现，而γ相较为少见。α-Li2IrO3的晶体结构由六边形的锂层和边共享的IrO6八面体的蜂窝交替堆叠在锂的中心。相邻层中的偏移导致相对较低的晶体（单斜）对称性。Li2IrO3晶体具有丰富的孪晶缺陷，其中ab晶面围绕c轴旋转120°。

## 制备

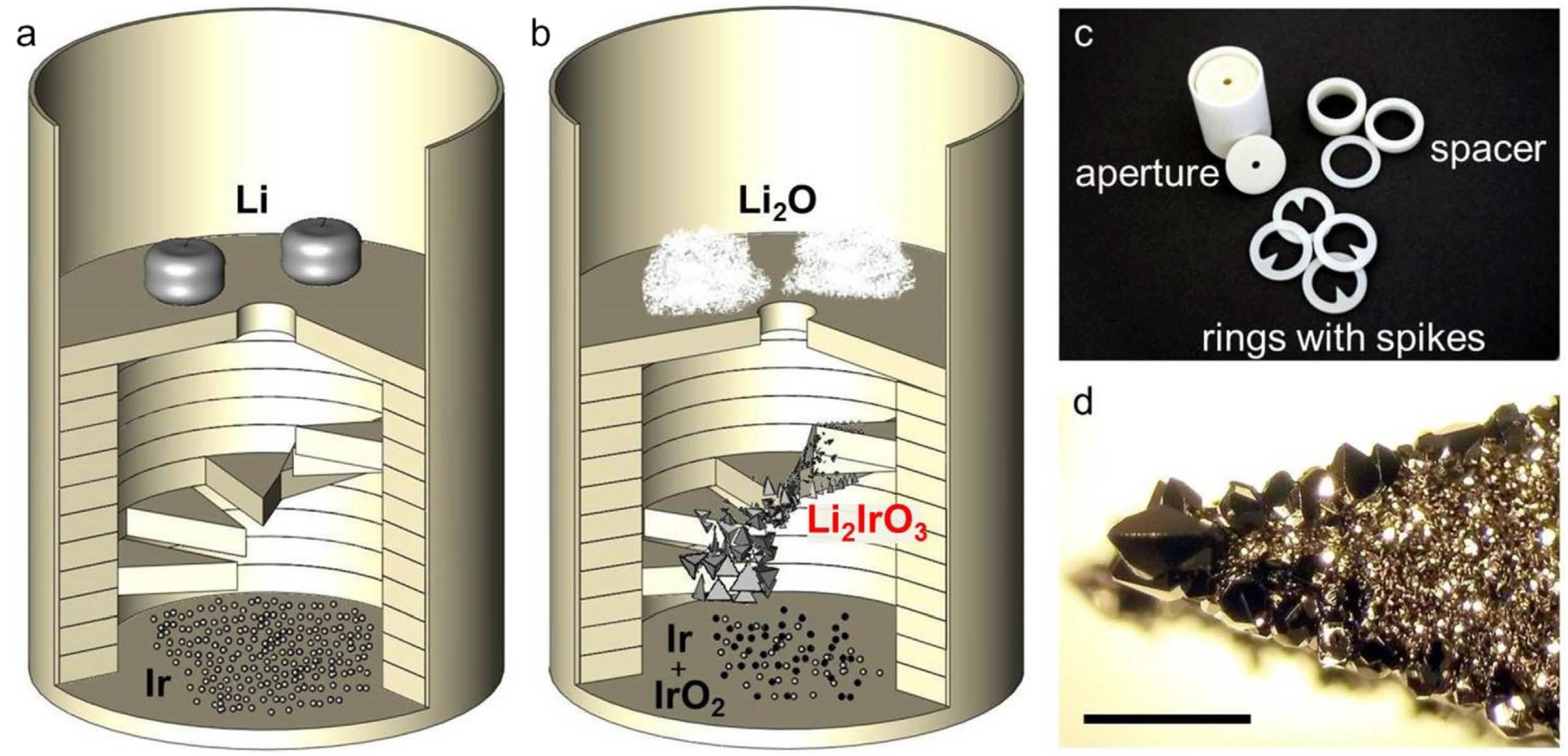
以Li和Ir为原料合成Li_{2}IrO_{3}，加热时在空气中发生氧化反应。螺旋楼梯状的反应器让不同晶体在不同阶段结晶。

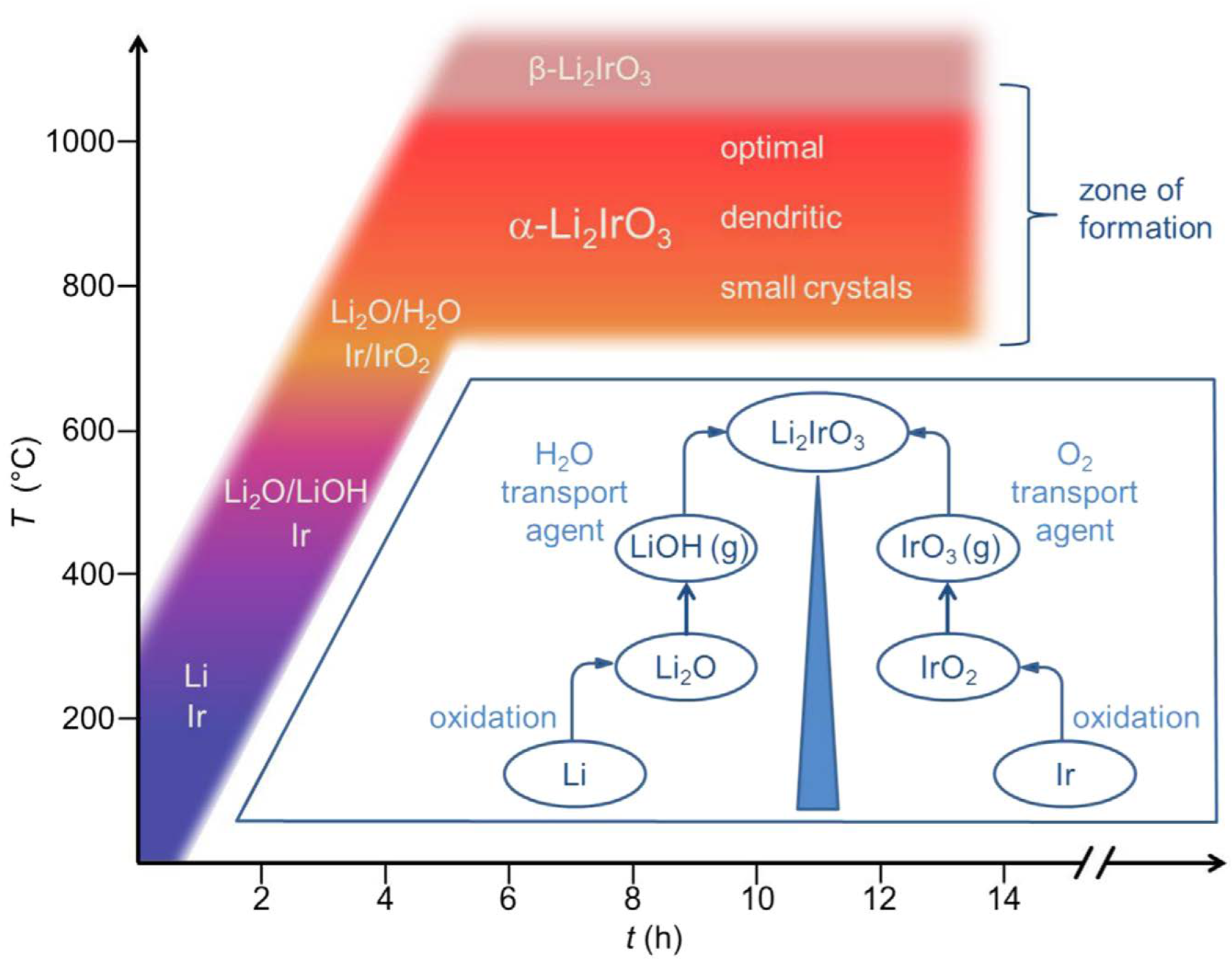
Li_{2}IrO_{3}合成过程中时间-温度表。

Li2IrO3晶体可以通过金属锂和铱在空气中的煅烧来生长。α型在750～1050℃下形成，加热至更高的温度产生β相。如果将金属锂替换为更传统的且易于储存或使用的碳酸锂，可以长出更大的晶体。γ-Li2IrO3可以通过煅烧碳酸锂和铱，然后在700～800℃的熔融氢氧化锂中进行退火获得。

## 性质
铱酸锂是黑色固体，其导电性和温度关系并不大。α和β型都表现出来自Ir4+和磁自旋之间的基塔耶夫交换耦合。这些自旋在低于15 K（奈尔温度，TN）时形成反铁磁晶胞，而在此温度以上是顺磁性的。

## 潜在应用
铱酸锂可作为锂离子电池的电极材料而有潜在的应用，但由于Ir价格昂贵，廉价的Li2MnO3可作为其替代物而限制了其应用可能。